# Digestion du sable
Pour les articles homonymes, voir Digestion (homonymie).

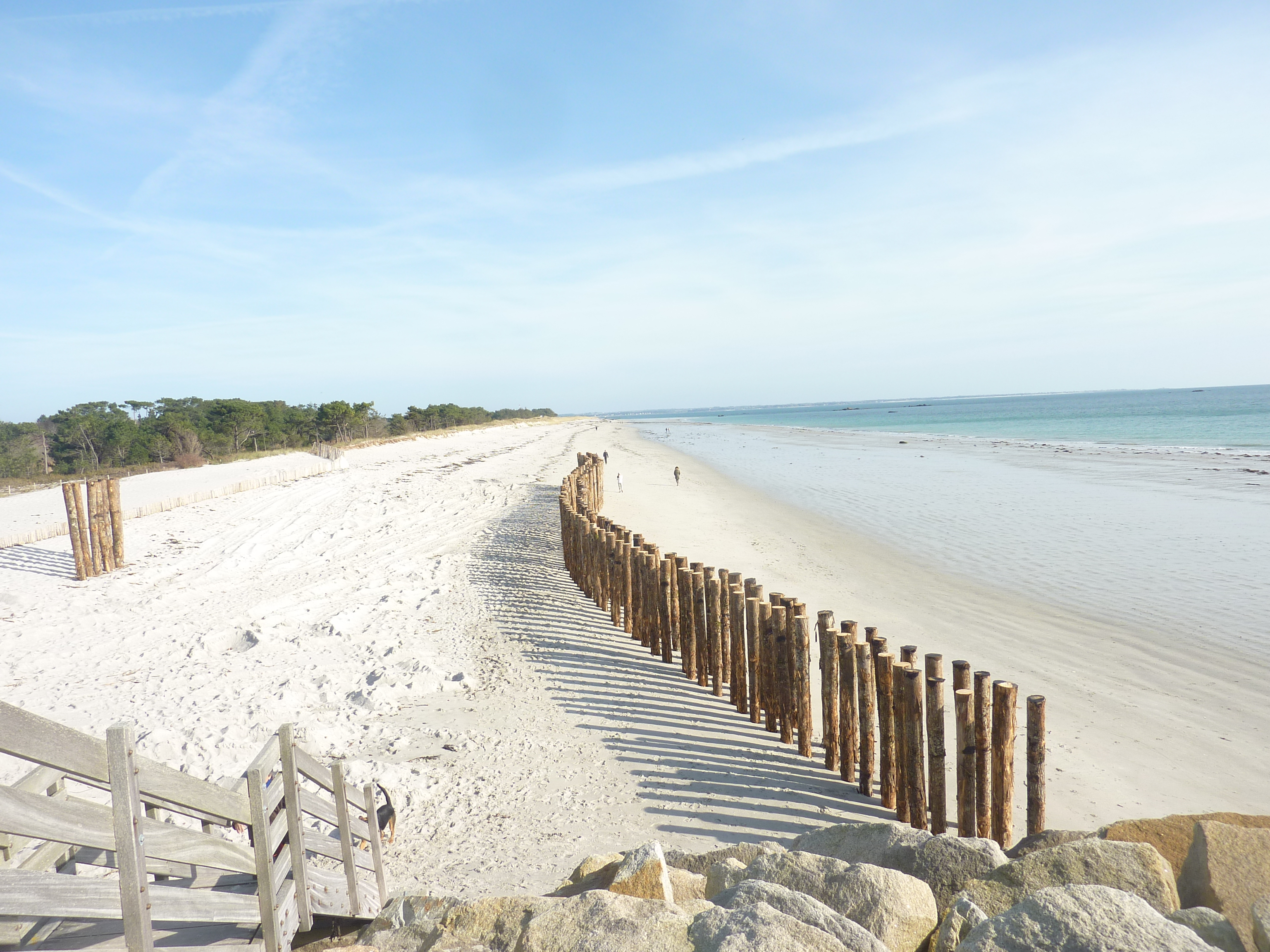
Pieux plantés sur une plage pour tenter de retarder l'érosion.

Le phénomène de digestion du sable est la disparition de bancs de sable le long des côtes, dans les marais et les slikkes  à cause d'une modification de l'hydrologie. 

## Description
Les barrières contre les inondations, telles que l'Oosterscheldekering en Zélande aux Pays-Bas, perturbent le processus naturel du sable marin parce que les courants des marées sont modifiés. Les vannes retiennent les eaux, tandis que le sable est emporté par les vagues vers des parties plus profondes. Cette disparition a aussi un impact sur les oiseaux qui ne trouvent plus leur nourriture ou leur aire de repos.
La barrière bloque l'arrivée du sable en provenance du large et réduit le marnage. Puisque la marée est réduite les chenaux naturels autour de la barrière déplacent moins d'eau et sont moins profonds. Le sable va se déposer plus au large dans des endroits plus profonds.
Depuis la mise en service de l'Oosterscheldekering en 1987, ce processus a été bien observé. En 2008, on estime que la disparition des bancs de sable va tellement vite que le renforcement des digues prévu initialement pour 2050 devra probablement être avancé de 20 ans pour une somme estimée à 260 millions d'euros.
Les Ponts et Chaussées en 2008 ont estimé que cette disparition des bancs de sable peut être retardée par du sable de reconstitution. Une expérimentation devrait avoir lieu sur le Galgeplaat.